# ニューサウスウェールズ州の地域

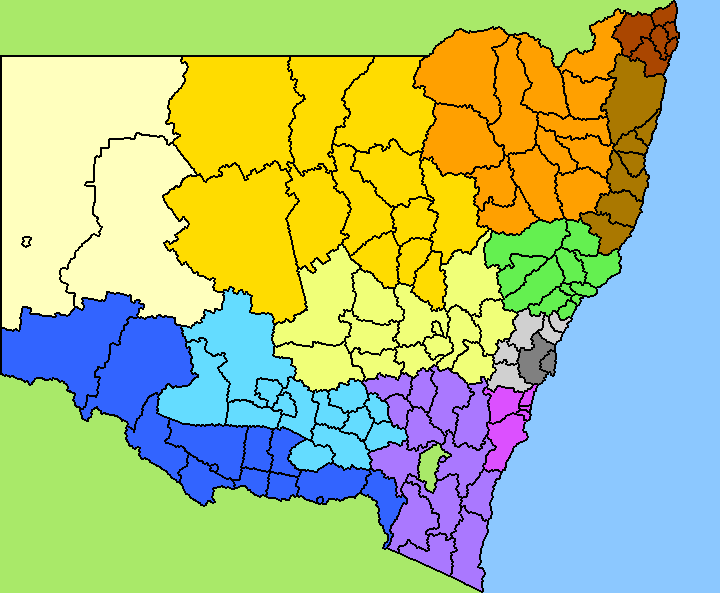
ニューサウスウェールズ州の地域

ニューサウスウェールズ州の自治体

ニューサウスウェールズ州の地域 英: Local Government Areas（LGAs）は、ニューサウスウェールズ州における地域である。
ニューサウスウェールズ州は13の地域（Region）に区分されている。

## 一覧
- セントラルウエスト地域（中西部地域）：Central West（CW）- 黄緑色
- ファーウエスト地域（極西部地域）：Far West（FW）- 薄黄色
  - 極西非法人地方
- ハンター地域：Hunter（HT）- 緑色
- イラワラ地域：Illawarra（IL）- ピンク色
- リバリーナ地域：Riverina - 水色
- マレー地域：Murray（MR）- 青色
- ミッド・ノース・コースト地域（北中海岸地域）：Mid-North Coast（NC）- 茶色
  - ロード・ハウ島
- ノーザン地域（北部地域）：Northern（NR）- オレンジ色
- ノースウエスタン地域（北西部地域）：North Western（NW）- 黄色
- リッチモンド・ツウィード地域：Richmond-Tweed（RT）- 濃茶色
- サウスイースタン地域（南東部地域）：South Eastern（SE）- 紫色
  - シティ・オブ・クイーンビアン

※地域に囲まれる形でオーストラリア首都特別地域が位置する。
- グレーター・メトロポリタン・シドニー（シドニー都市圏）-灰色
  - シドニーインナー（シドニー都心）：Sydney Inner（SI）
  - シドニーアウター（シドニー市域）：Sydney Outer（SO）
- シドニー・サラウンズ（シドニー近郊）：Sydney Surrounds（SS）- 薄灰色